# Vamalla
Vamalla (łac. Diocesis Vamallensis) – stolica historycznej diecezji w Cesarstwie rzymskim, w prowincji Mauretania Sitifense, zlikwidowana w VII w. podczas ekspansji islamskiej, współcześnie w północnej Algierii. Obecnie katolickie biskupstwo tytularne.

## Biskupi
| Lp. | Biskup                          | Funkcja                                                     | Od                   | Do                |
| --- | ------------------------------- | ----------------------------------------------------------- | -------------------- | ----------------- |
| 1   | Thomas Joseph Grady             | biskup pomocniczy Chicago (USA)                             | 21 czerwca 1967      | 11 listopada 1974 |
| 2   | James Jerome Killeen            | biskup pomocniczy Ordynariatu Polowego Stanów Zjednoczonych | 4 listopada 1975     | 8 września 1978   |
| 3   | Enrique Manuel Hernández Rivera | biskup pomocniczy San Juan (Portoryko)                      | 11 czerwca 1979      | 13 lutego 1981    |
| 4   | Timothy Lyne                    | biskup pomocniczy Chicago (USA)                             | 18 października 1983 | 25 września 2013  |